# منطقة تل أبيض
منطقة تل أبيض منطقة سورية إدارية تتبع محافظة الرقة ومركزها مدينة تل أبيض، بلغ تعداد سكان المنطقة 129,714 نسمة حسب التعداد السكاني لعام 2004.

## نواحي منطقة تل أبيض
- ناحية مركز تل أبيض
- ناحية سلوك
- ناحية عين عيسى

## السكان
وفقًا لمصادر متعدّدة، يشكل العرب غالبية السكان في كل من مدينة تل أبيض ومنطقة تل أبيض.